# St. Josef (Laffeld)
Koordinaten: 51° 2′ 16″ N, 6° 3′ 24″ O
Die Kirche St. Josef befindet sich im Ortsteil Laffeld der Stadt Heinsberg in Nordrhein-Westfalen. Sie steht als Baudenkmal unter Denkmalschutz.

## Lage
Die basikale Kirche steht an der Maarstraße, in freier Lage, etwa 100 m von der Straße entfernt, auf einem leicht ansteigenden Gelände.

## Geschichte
Eine Kapelle aus 1787 wurde 1850 erweitert und Ende des 19. Jahrhunderts durch eine neue Kirche ersetzt. Die Baupläne für den Neubau von Architekt Prof. Josef Kleesattel aus Düsseldorf wurden vom Kölner Generalvikariat genehmigt. Am 30. November 1905 wurde die neue Kirche geweiht. Die alte Kapelle wurde 1908 zum Abbruch freigegeben. Im Februar 1945 wurde die Kirche durch Kriegseinwirkungen stark beschädigt. Der Architekt Winter aus Stolberg leitete die Reparaturarbeiten, die erst 1958 angeschlossen waren. Umbauarbeiten im Chor wurden 1968 von Wilhelm Andermahr aus Wassenberg geplant.
Mit anderen Pfarrgemeinden bildet St. Josef heute die Gemeinschaft der Gemeinden (GdG) Heinsberg-Waldfeucht im Bistum Aachen.

## Architektur
Die Kirche ist eine Basilika mit einem Querschiff, einem Chorjoch und einer Halbkreisapsis. Das Gebäude ist nach Norden orientiert. Der viergeschossige Südturm trägt einen Rhombenhelm. Dieser wird von einem Turmkreuz und einem Wetterhahn bekrönt.

## Ausstattung
- Die Orgel mit 7 Registern, mit einer elektrischen Traktur aus dem Jahre 1960, wurde von Fa. Kamp aus Aachen gebaut. Sie ist die umgebaute Orgel der Hl.-Geist-Kirche aus Aachen.
- Am Kirchturm ist eine Turmuhr angebracht.
- Im Glockenturm befinden sich drei Glocken. Sie erklingen in der Tonfolge e¹-g¹-a¹ und stammen aus zwei Gießereien. Glocken 2 und 3 stammen vom Bochumer Verein und wurden im Jahre 1953 gegossen. Sie bestehen aus Gussstahl. Die große Glocke wurde 2004 durch eine Bronzeglocke ersetzt (vorher auch Stahl von 1953), musste jedoch aufgrund eines Risses nach nur drei Jahren wieder ausgewechselt werden. 2008 wurde eine weitere große Glocke bei der Glockengießerei Petit und Edelbrock in Gescher gegossen.[2]
- Die Kirche besitzt eine Buntverglasung[3]
- In der Kirche stehen ein Altar, ein Taufstein, ein Chorkreuz, zwei Seitenaltäre, ein Beichtstuhl sowie ein Predigtstuhl.

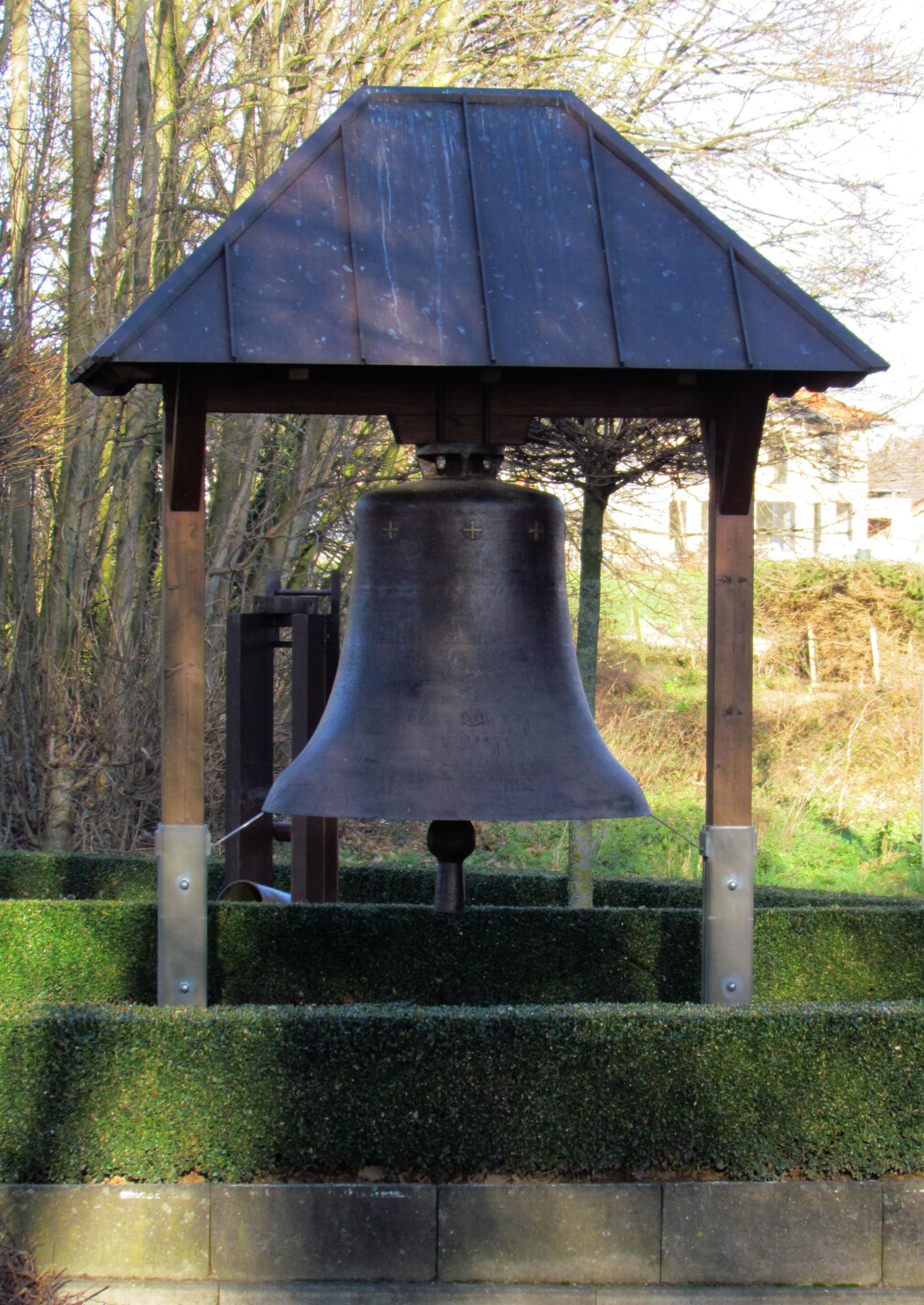
Glocke
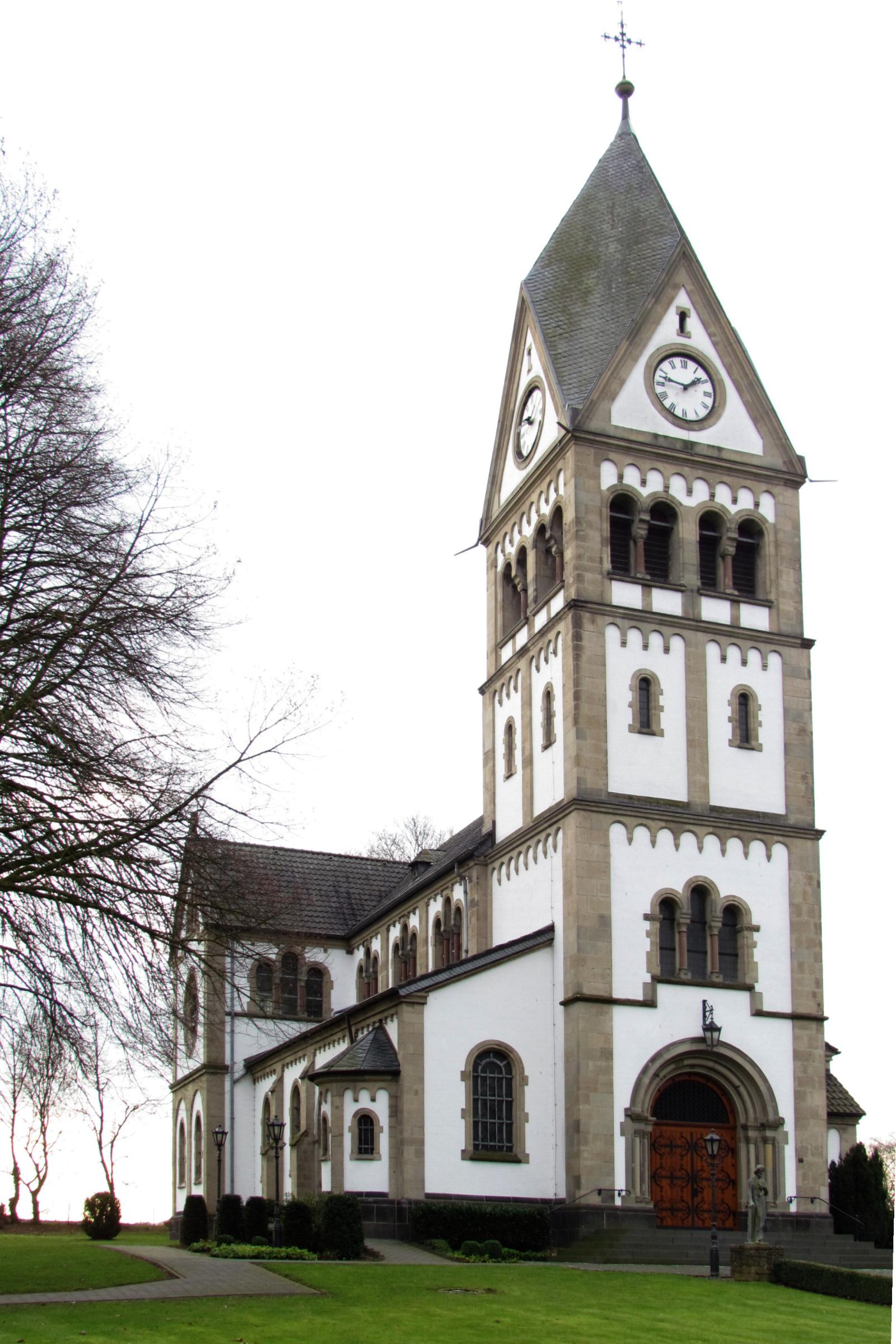
Kirche